# Aeródromo Las Araucarias
El Aeródromo Las Araucarias (OACI: SCOC) es un terminal aéreo ubicado en la localidad de Puerto Octay, Provincia de Osorno, Región de Los Lagos, Chile. Es de propiedad privada.